# Gawrych Ruda
Gawrych Ruda (spotykany jest także zapis Gawrychruda) – wieś w Polsce położona w województwie podlaskim, w powiecie suwalskim, w gminie Suwałki.
W latach 1975–1998 miejscowość administracyjnie należała do województwa suwalskiego.
Wieś leży w Wigierskim Parku Narodowym. Od wschodu, zachodu i południa graniczy z czterema jeziorami: Wigry, Staw, Okrągłe oraz Długie Wigierskie.
W XVII wieku na tym terenie wytapiano żelazo z rudy darniowej.
W miejscowości, w latach 1976-2009 mieszkał pisarz, autor wielu książek o tematyce przyrodniczej Tytus Karpowicz. W latach międzywojennych wielokrotnie przyjeżdżał tu późniejszy krytyk literacki i autor podręczników szkolnych Ryszard Matuszewski, o czym wspomina m.in. w swojej książce Chmury na pogodnym niebie (wyd. Vipart 1998; ISBN 83-87124-14-1).

## Nazewnictwo miejscowości
Początkowo miejscowość nazywała się Ruda na Hrudzie, a obecną nazwę przyjęła od jednego z właścicieli, Gabriela Suchockiego, którego imię przekształcano w Gawrycha. Na mapie z XIX w. widnieje napis Ruda Gawricha, na kolejnych mapach w XIX i na początku XX w. z kolei znajduje się napis Gawrychruda lub rosyjski Гаврыхруда.

## Architektura
W miejscowości znajduje się Parafia pw. św. Maksymiliana Marii Kolbe, erygowana w roku 1992. Przez wieś prowadzi rowerowy szlak im. Antoniego Patli. W jej granicach ulokowane są kwatery agroturystyczne, prywatne pola namiotowe, campingi oraz ośrodek wypoczynkowy.

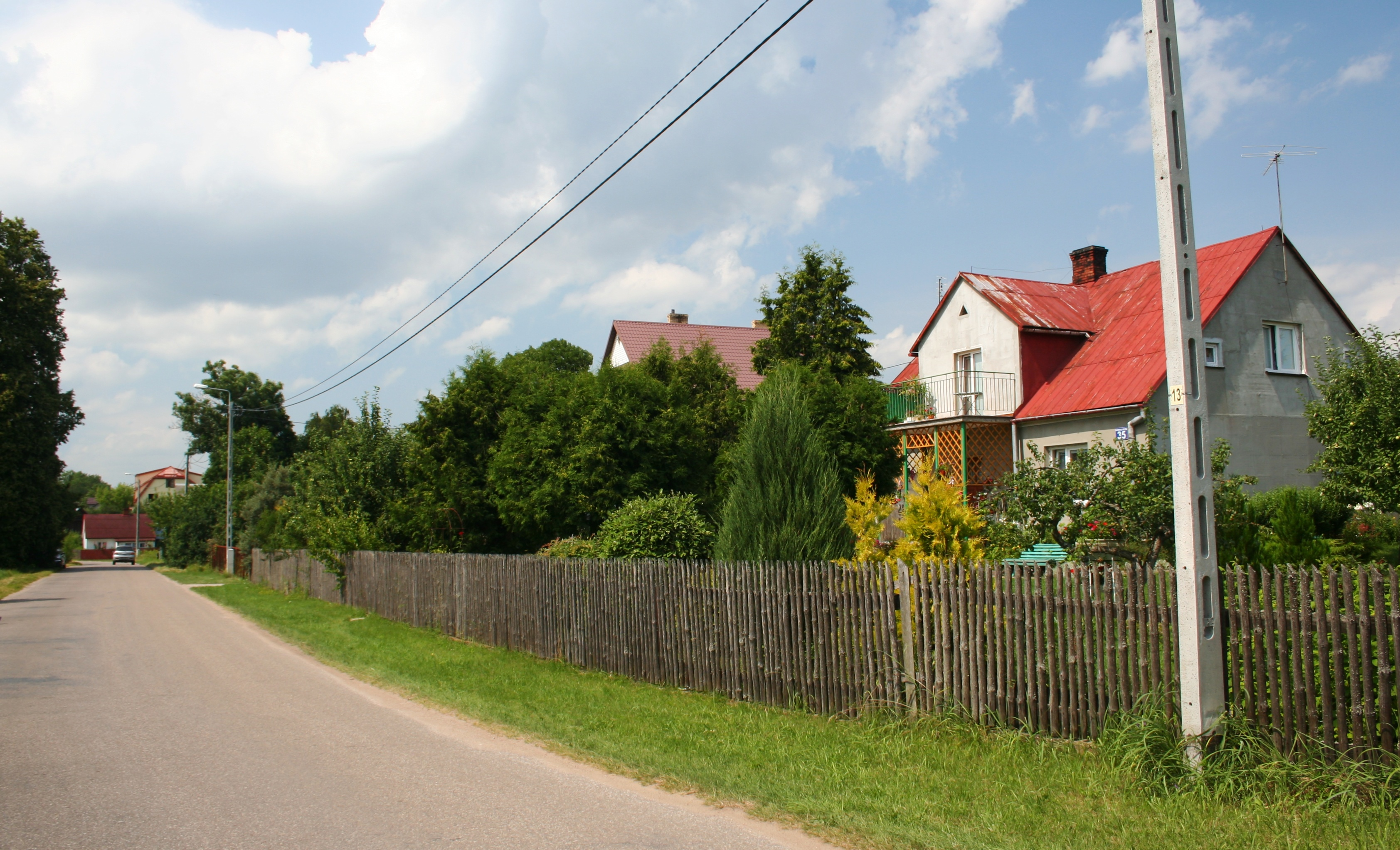
Fragment miejscowości
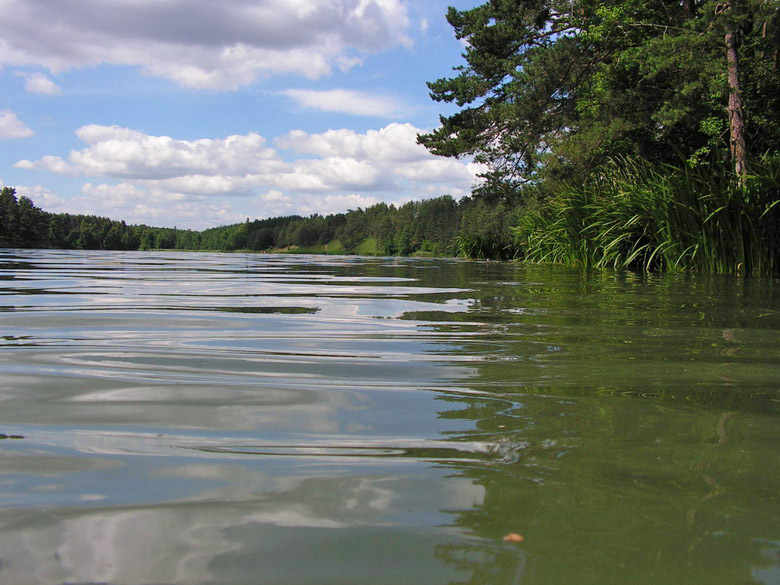
Jezioro "Staw"
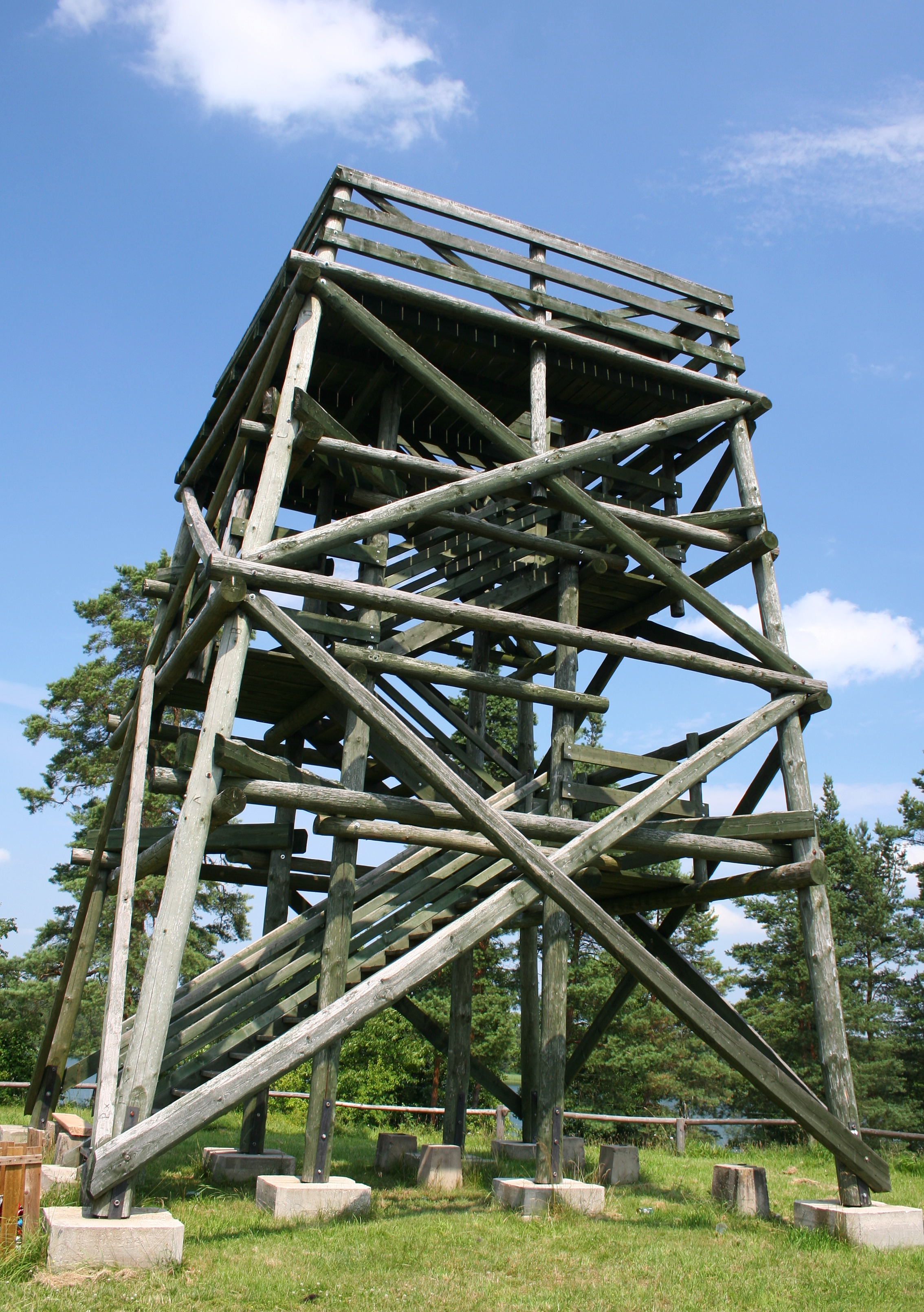
Wieża widokowa